# Johan Kriek
Johan Christian Kriek, född 5 april 1958, Pongola Sydafrika, är en sydafrikansk högerhänt tidigare professionell tennisspelare. Kriek blev amerikansk medborgare i augusti 1982 och är sedan 1978 bosatt i Naples, Florida.   
Johan Kriek blev professionell spelare på ATP-touren 1978. Han vann totalt 14 singel- och 8 dubbeltitlar under karriären. Han rankades som bäst på sjunde plats i singel (september 1984) och 12 plats i dubbel (augusti 1988). Kriek vann i prispengar 2 383 794 US dollar.
Kriek vann singeltiteln i Grand Slam-turneringen Australiska öppna vid två tillfällen. Sin första slutseger noterade han 1981, då han i finalen besegrade amerikanen Steve Denton (6-2, 7-6, 6-7, 6-4). De båda möttes också i singelfinalen i turneringen 1982, även denna gång med Kriek som segrare (6-3, 6-3, 6-2). Även under de följande säsongerna hade Kriek framgång i Australiska öppna, 1984 nådde han semifinal, 1983 och 1985 spelade han kvartsfinal. Bland övriga meriter märks singelseger i Amerikanska inomhusmästerskapen 1982. I finalen besegrade han John McEnroe. 
Kriek har beskrivits som en snabb, kompakt byggd spelare, särskilt skicklig framme vid nät som volleyspelare. 

## Grand Slam-titlar
- Australiska öppna
  - Singel - 1981, 1982